# Bataille de Tordesillas
Guerre d'indépendance espagnole
Batailles
- Olivença (01-1811)
- Gebora (02-1811)
- Campo Maior (03-1811)
- 1re Badajoz (04-1811)
- Fuentes de Oñoro (05-1811)
- Albuera (05-1811)
- Usagre (05-1811)
- Cogorderos (06-1811)
- Carpio (09-1811)
- El Bodón (09-1811)
- Aldeia da Ponte (09-1811)
- Arroyomolinos (10-1811)
- Tarifa (12-1811)
- Navas de Membrillo
- Almagro (01-1812)
- 2e Ciudad Rodrigo (01-1812)
- 2e Badajoz (03-1812)
- Villagarcia (04-1812)
- Almaraz (05-1812)
- Maguilla (06-1812)
- Arapiles (07-1812)
- García Hernández (07-1812)
- Majadahonda (08-1812)
- Retiro (08-1812)
- Madrid (08-1812)
- Burgos (09-1812)
- Villodrigo (10-1812)
- Tordesillas (10-1812)
- Alba de Tormes (11-1812) (es)
- San Muñoz (11-1812)

La bataille de Tordesillas, aussi appelée bataille de Villa Muriel ou bataille de Palencia, se déroule du 25 au 29 octobre 1812 à Tordesillas, en Espagne, et oppose une armée française dirigée par le général Joseph Souham aux troupes anglo-hispano-portugaises du général Arthur Wellesley de Wellington. Après l'échec du siège de Burgos, l'armée alliée forte de 35 000 hommes se retire vers l'ouest, poursuivie par les 53 000 soldats français de Souham. Le 23 octobre, la cavalerie française accroche l'arrière-garde de Wellington dans un affrontement peu concluant à Villodrigo. Les Alliés parviennent finalement à se replier derrière les rivières Pisuerga et Carrión et se préparent à la défense. 
Souham cherche alors à contourner le flanc gauche de l'armée alliée et des affrontements ont lieu à partir du 25 octobre à Palencia et Villamuriel de Cerrato. Wellington adopte de son côté un dispositif défensif peu orthodoxe, ce qui incite Souham à interrompre les combats pendant deux jours. L’accalmie prend fin le 29 octobre lorsqu'un groupe de soldats français entièrement nus traverse à la nage le fleuve Douro à hauteur de Tordesillas, transportant leurs fusils sur un radeau. Une fois arrivés sur l'autre rive, ils récupèrent leurs armes et s'emparent d'un pont stratégique après avoir mis en déroute ses défenseurs brunswickois. La prise de ce pont intact par les Français oblige Wellington à reprendre sa retraite vers le Portugal. 
Pendant ce temps, un subordonné de Wellington, le général Rowland Hill, évacue Madrid et unit ses forces à celles de son chef le 8 novembre non loin d'Alba de Tormes. Les armées françaises commandées par le maréchal Soult les rejoignent quelques jours plus tard sur l'ancien champ de bataille de Salamanque, mais malgré l'importance des forces en présence (80 000 Français contre 65 000 Anglo-Alliés), aucun des deux commandants ne prend l'initiative d'engager la bataille. Wellington décide finalement de poursuivre sa retraite. Ce repli s'effectue dans des conditions particulièrement misérables qui entraînent la capture ou la mort de plusieurs centaines de soldats. L'armée alliée prend ensuite ses quartiers d'hiver. 

## Contexte
Le 22 juillet 1812, le général Arthur Wellesley, marquis de Wellington, remporte une victoire décisive sur l'armée française du maréchal Marmont à la bataille des Arapiles. Marmont est grièvement blessé, deux de ses commandants de division sont tués et 10 000 soldats français sont mis hors de combat. 4 000 soldats supplémentaires ainsi que 20 canons, deux aigles et six drapeaux sont capturés par les Alliés dont les pertes ne s'élèvent qu'à 4 762 hommes. Le roi Joseph Bonaparte évacue Madrid qui doit capituler le 13 août. Une conséquence importante de la bataille des Arapiles est l'abandon du siège de Cadix par les troupes françaises du maréchal Soult le 25 août 1812, après deux ans et demi de vaines tentatives, et l'évacuation à court terme de la province d'Andalousie. 

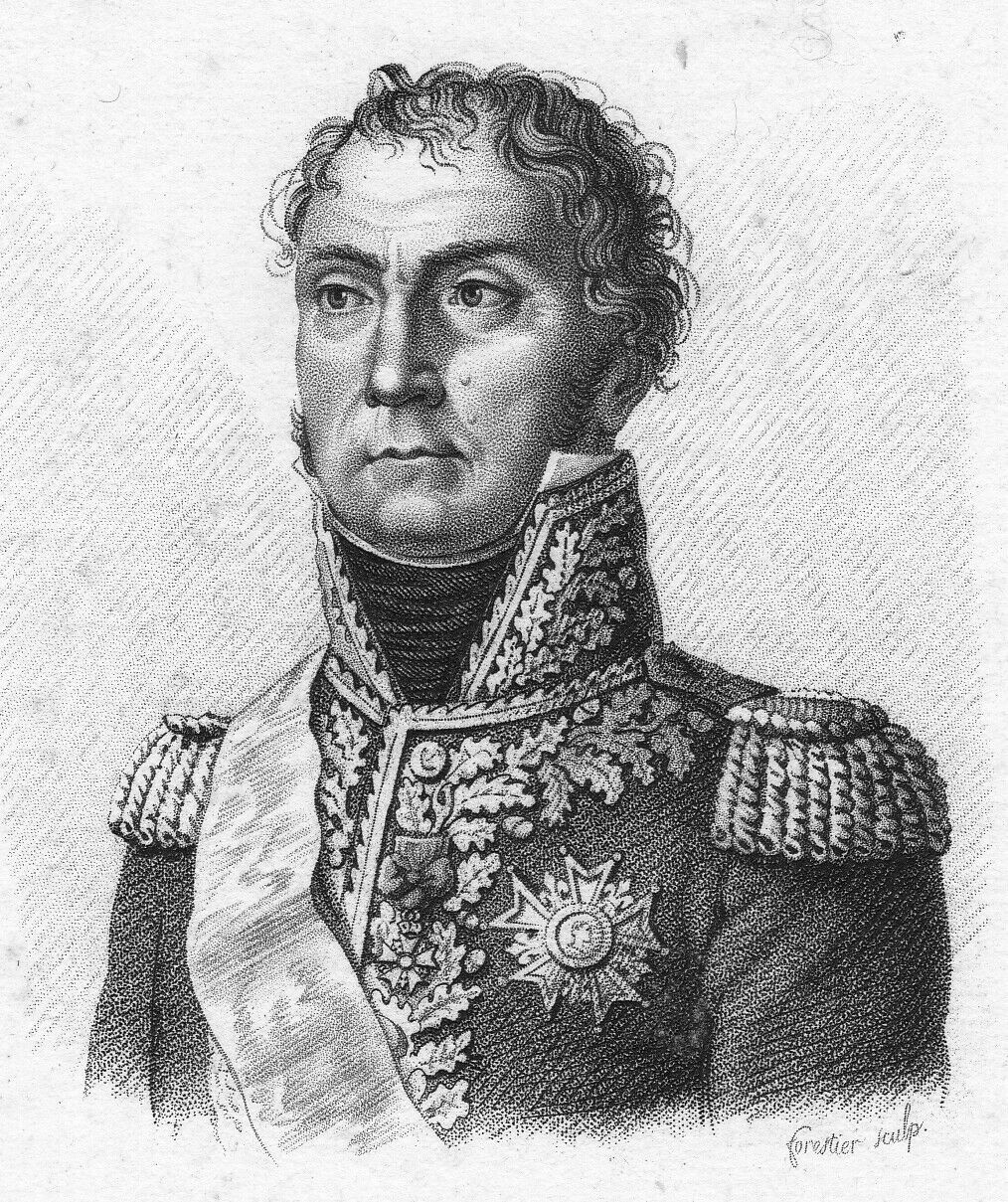
Le général de division Joseph Souham.

Espérant tirer parti des succès de l'été, Wellington entreprend le siège de Burgos le 19 septembre 1812. La garnison de Burgos, forte de 2 000 hommes, résiste toutefois avec énergie et efficacité sous les ordres de son commandant, le général de brigade Jean-Louis Dubreton. Les Alliés se retirent le 21 octobre à l'issue d'un siège futile qui a coûté 2 100 pertes dans leurs rangs. Alors que Wellington tente de s'emparer de Burgos, les Français réagissent promptement à la menace qui pèse sur leur dispositif. Face aux 35 000 hommes que compte l'armée anglo-alliée, le général de division Joseph Souham rassemble 53 000 soldats dans le nord de l'Espagne, dont 41 000 hommes de l'armée du Portugal, tout juste  reconstituée, 6 500 fantassins et 2 300 cavaliers de l'armée du Nord et une brigade de 3 400 hommes venue de Bayonne. Dans le sud, Soult et Joseph marchent sur Madrid avec 61 000 hommes et 84 canons. Leur adversaire, le général Rowland Hill, ne dispose que de 31 000 Anglo-Portugais et de 12 000 Espagnols pour s'opposer à eux. L'armée de Wellington se compose quant à elle de 24 000 soldats anglo-portugais et d'un contingent de 12 000 Espagnols sous les ordres du général José María Santocildes (en).
Wellington recule rapidement et Souham ne décèle la retraite des Alliés que le 22 octobre. Le général français lance immédiatement près de 6 000 cavaliers à la poursuite de ses ennemis. Le 23, le gros de l'armée alliée franchit la rivière Pisuerga à Torquemada et se prépare à défendre la rive ouest. Le même jour, la cavalerie française se heurte à l'arrière-garde de Wellington dans un combat indécis à Villodrigo. Lors de cet engagement, les Alliés perdent 230 hommes contre environ 200 chez les Français.

## Déroulement de la bataille

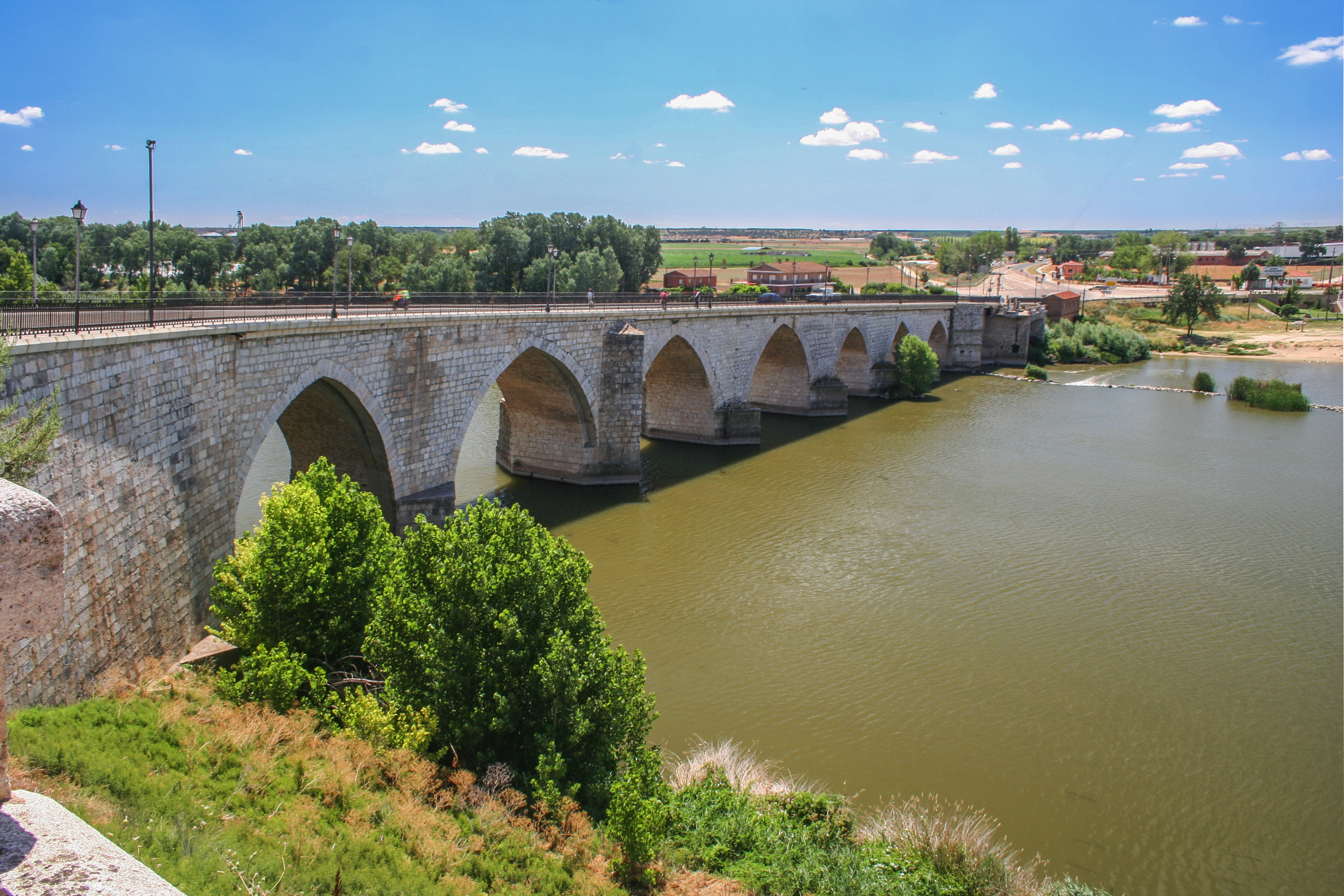
Pont de pierre sur le Douro à Tordesillas de nos jours.

Le 25 octobre, Souham progresse simultanément sur le centre et le flanc gauche de Wellington, établis le long des rivières Pisuerga et Carrión avec le flanc droit à Valladolid. Une attaque de reconnaissance française au centre est repoussée par la 5e division britannique, mais sur la gauche, une division espagnole est chassée de la ville de Palencia, située sur la rive est du Carrión. Les Espagnols sont poursuivis de si près que les Français parviennent à s'emparer du pont sur la rivière avant qu'il ne puisse être détruit. La division du général Maximilien Sébastien Foy établit rapidement une tête de pont. De son côté, le général de division Maucune franchit le Carrión plus au sud à Villamuriel de Cerrato. Constatant que les mouvements de Foy et de Maucune menacent de couper une partie de ses forces du reste de son armée, Wellington engage quatre brigades afin de repousser Maucune. Après un dur combat, les Français sont expulsés de Villa Muriel, mais ils ont infligé 800 pertes aux Alliés en ne perdant eux-mêmes que 350 hommes. Alors que ses lignes de défense sur le fleuve sont sur le point d'être débordées par Foy, Wellington déplace astucieusement son armée sur la rive est de la Pisuerga. De fait, alors qu'il occupe encore la rive ouest le 23, il se trouve à partir du 25 sur la rive est, dans une position défensive avantageuse, son ex-flanc droit formant désormais sa gauche à Valladolid et son aile droite étant retranchée derrière un affluent de la Pisuerga à 32 km en amont. Souham, déconcerté, fait conduire une reconnaissance pendant que lui-même réfléchit à la situation pendant deux jours, avant que son subordonné Foy n'obtienne un autre succès. 
Le 29 octobre, le capitaine Guingret conduit 54 hommes du 6e régiment d'infanterie légère sur les bords du fleuve Douro à Tordesillas. Les soldats se déshabillent et traversent silencieusement la rivière à la nage en remorquant leurs armes sur un radeau. Ayant pris pied sur l'autre rive du fleuve, ils récupèrent ensuite leurs fusils et attaquent la troupe affectée à la garde du pont, composée en la circonstance d'un peloton de jägers de la légion de Brunswick. Pris par surprise et ne s'attendant pas à être attaqué dans cette direction, l'officier aux commandes du détachement prend la fuite avec ses hommes, ce qui permet aux Français de s'emparer du pont ainsi que de neuf prisonniers, sans avoir éprouvé de perte. La prise de ce pont à l'ouest compromet sérieusement le dispositif défensif de Wellington. Ce dernier réussit tout de même à contenir la tête de pont française mais il doit finalement se résoudre à battre en retraite.

## Retraite de l'armée anglo-alliée

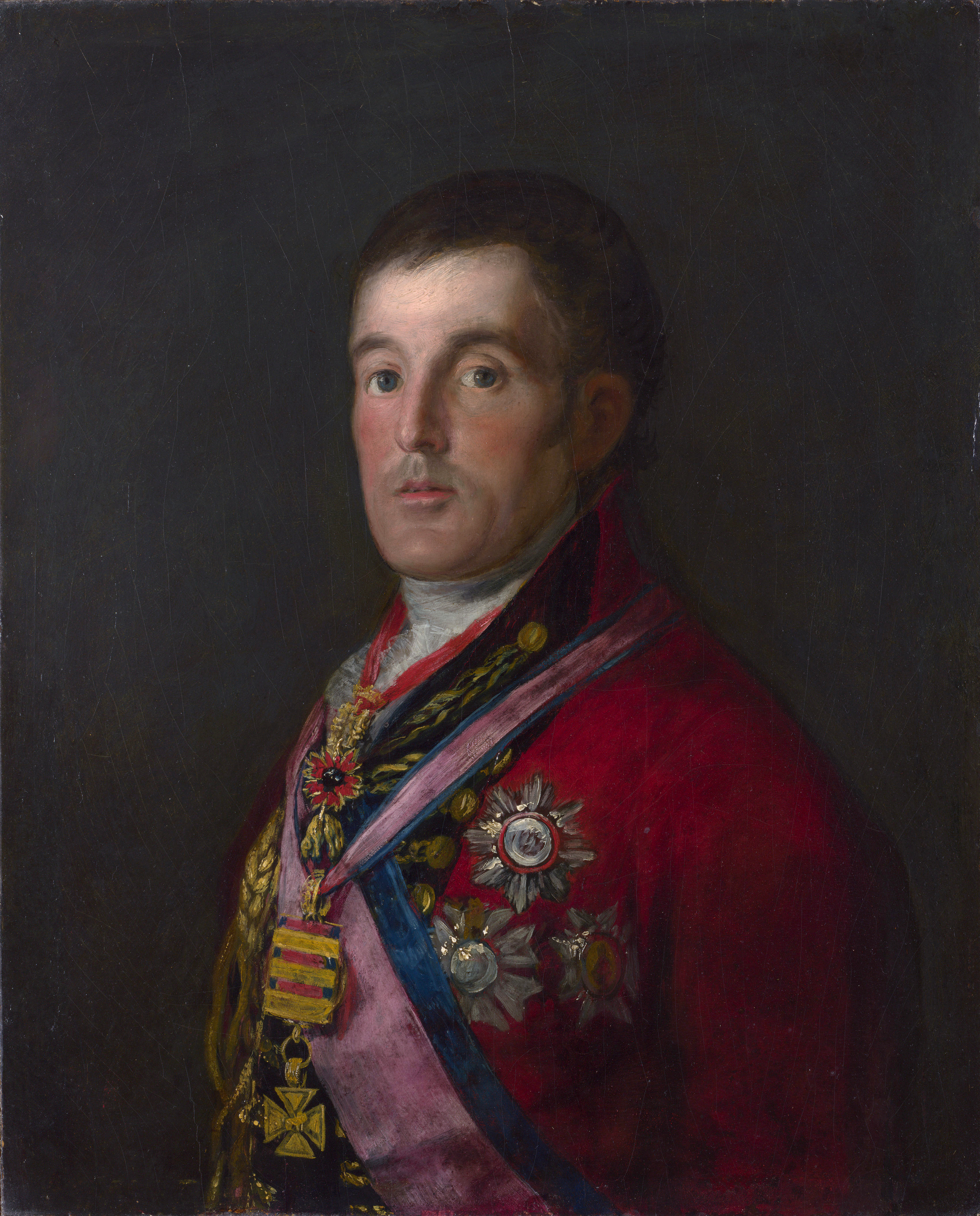
Le marquis de Wellington, peint par Francisco de Goya.

Par la suite, Souham doit ralentir la poursuite après que le général de division Marie François Auguste de Caffarelli du Falga a dû partir avec 12 000 soldats sur la côte du golfe de Gascogne pour faire face à une nouvelle vague d'attaques espagnoles. Se conformant aux instructions de Wellington, Hill, dont l'arrière-garde est entrée en contact la veille avec les troupes de Soult au passage de l'Aranjuez, évacue Madrid le 31 octobre 1812 et retrouve son chef une semaine plus tard à proximité d'Alba de Tormes. Souham fait également sa jonction avec Soult le 8 novembre. Les 10 et 11 du même mois, les deux armées sont en présence le long de la rivière Tormes. Douze compagnies de voltigeurs et le 45e régiment d'infanterie de la 5e division française sont repoussés par la brigade du général Howard, de la 2e division britannique. Le bilan des pertes s'élève à 158 Français, 69 Britanniques et 44 Portugais. Déçu par la tournure de l'engagement dans ce secteur, Soult franchit la Tormes plus au sud avec ses troupes tandis que Wellington en profite pour se replier. 
Le 15 novembre, 80 000 soldats français et 65 000 soldats anglo-alliés se font face à nouveau sur l'ancien champ de bataille des Arapiles. À la fureur des soldats et des officiers français, Soult renonce à ordonner l'attaque et Wellington commence à entamer sa retraite en début d'après-midi. Alors que l'armée des Alliés s'éloigne, une pluie diluvienne s'abat sur la région. Pendant que les approvisionnements stockés dans les dépôts de Salamanque sont remballés de toute urgence et déplacés ailleurs, les dispositions logistiques prises par Wellington sont réduites à néant. Heureusement pour les Alliés, Joseph a formellement interdit à l'armée française, à l'exception de la cavalerie, de se lancer à la poursuite de ses adversaires. Le 16 novembre, à Matilla de los Caños del Río, le brigadier Victor Alten se mesure avec 1 300 hommes à un contingent de 2 000 cavaliers français composé d'éléments du 2e hussards, des 5e et 27e chasseurs à cheval et du 7e chevau-légers lanciers. Alten aligne pour sa part les 1er et 2e régiments de hussards de la King's German Legion, le 14e régiment de dragons légers, la compagnie légère du 1er bataillon du 28th Regiment of Foot et deux pièces d'artillerie. Les Français perdent 50 hommes, presque tous blessés et capturés, contre 34 victimes chez les troupes d'Alten.

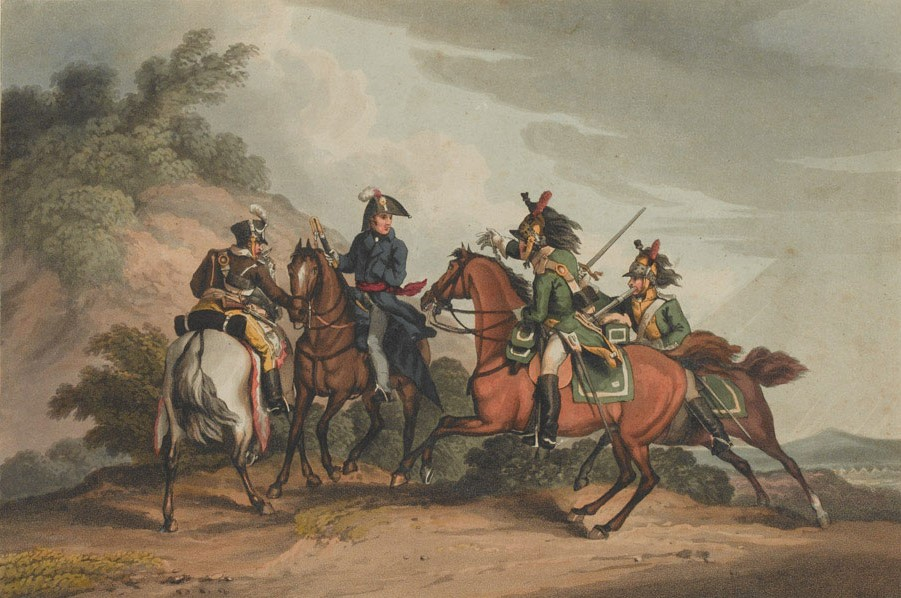
Capture du général Edward Paget par la cavalerie française le 17 novembre 1812. Lithographie par Dubourg d'après J. Atkinson.

Déjà démoralisés par la perspective de devoir battre en retraite, les soldats alliés en sont bientôt réduits à manger des glands pour leur survie, le train d'approvisionnement ayant été dirigé sur la mauvaise route en raison de l'incompétence du quartier-maître général, James Willoughby Gordon (en). Le 17 novembre, Gordon envoie la cavalerie d'arrière-garde sur le flanc de l'armée, laissant l'infanterie en retraite directement exposée aux attaques de la cavalerie française. Le même jour, cette dernière fait prisonnier le général Edward Paget, le commandant en second de Wellington. La faim, les routes boueuses et le froid glacial accentuent chaque jour un peu plus le délabrement des troupes. 
Au cours de la retraite, trois divisionnaires de Wellington prennent les choses en main. Le lieutenant-général William Stewart et deux autres généraux décident de désobéir et de ne pas emprunter la route choisie par le commandant en chef. Stewart est rejoint dans ce projet par le lieutenant-général George Ramsay et par un troisième officier général pouvant être John Oswald (en) ou Henry Clinton (en). Lorsque Wellington les découvre au matin, les trois divisions sont dans un état de confusion extrême. S'étant vu demander plus tard sa réaction devant cette situation, Wellington a répondu : « oh, par Dieu, la chose était trop sérieuse pour dire quoi que ce soit ». Le 16 novembre, 600 traînards tombent aux mains de la cavalerie française, et encore davantage le jour suivant. 
Les Alliés atteignent finalement leur base de Ciudad Rodrigo le 19 novembre. À ce stade, les deux cinquièmes des soldats de l'armée sont malades ou portés disparus. Le moral de la troupe ne s'est pas amélioré lorsque Wellington a envoyé une lettre de reproches à ses généraux de division et de brigade dont le contenu a ensuite été divulgué par la presse. 5 000 soldats au total ont disparu au cours de la retraite, morts de faim ou d’hypothermie pour la plupart ou encore dirigés vers les camps de prisonniers français. Bien qu'en apparence vaincue, l'armée alliée a en réalité fait des progrès stratégiques sensibles sur le sol espagnol pendant l'année 1812, les Français ayant été éjectés des villes de Ciudad Rodrigo, Badajoz, Séville et Astorga et des provinces d'Andalousie, d'Estrémadure et des Asturies.